# 西宮悠介
西宮 悠介（にしみや ゆうすけ、1991年5月1日 - ）は、茨城県土浦市出身の元プロ野球選手（投手）。左投左打。

## 経歴

### プロ入り前
小学校3年の時に荒川沖サニーズで野球を始めると、土浦市立土浦第三中学校時代は土浦シニアに在籍。佐野日本大学高等学校への進学後は、1年秋からのベンチ入りを経て、2年秋からダブルエースの1人として活躍した。3年夏の選手権栃木大会では、栃木県立鹿沼商工高等学校戦との準々決勝でダブルエースによる完封リレーを達成。救援で登板した西宮は、キレのあるスライダーとストレートで、鹿沼商工打線を寄せ付けなかった。しかし、栃木県立宇都宮工業高等学校との準決勝に敗れ、在学中には春夏とも甲子園球場の全国大会に出場できなかった。
横浜商科大学への進学後は、1年春から神奈川大学野球のリーグ戦に登板。3勝3敗ながら、防御率1.86という好成績で、フレッシュマン賞を受賞した。2年の春季リーグ戦では、2勝0敗、防御率0.92で、チームのリーグ優勝と第60回全日本大学野球選手権記念大会進出に貢献。秋季リーグ戦では、30イニング連続無失点を記録した。3年時の2012年には、3月10日開催の東日本大震災復興支援ベースボールマッチに大学選抜チームの一員として登板した。チームが秋季リーグ2位で出場した第8回関東地区大学野球選手権大会では、白鷗大学戦での勝利に貢献した。
大学4年時の2013年には、3月4日に横浜DeNAベイスターズ (ファーム)との練習試合へ登板すると、3回を無失点に抑えた。春季リーグ戦では、神奈川大学戦で完投（自責点0）、神奈川工科大学戦で完封するなど、3勝0敗でベストナインに選出。秋季リーグでは、前年に続いてリーグ2位で関東地区大学野球選手権大会に進出した。リーグ戦では、同期の左投手である岩貞祐太と競い合いながら、通算で20勝11敗という成績を残した。
2013年のNPBドラフト会議で、東北楽天ゴールデンイーグルスから5巡目で指名。契約金4,000万円、年俸1,000万円（金額は推定）という条件で入団した。背番号は38。この会議では、岩貞も阪神タイガースから1巡目指名を経て入団している。

### プロ入り後
2014年には、（投手8人を含む）同期入団の新人9選手でただ1人、レギュラーシーズンの開幕から一軍に帯同した。3月30日に、埼玉西武ライオンズとの開幕カード第3戦（西武ドーム）で、救援投手として公式戦デビュー。4月22日の同カード（楽天Koboスタジアム宮城）では、延長12回表に登板すると、アンドリュー・ジョーンズのサヨナラ本塁打によって公式戦初勝利を記録した。一軍公式戦全体では、福山博之に次ぐチーム2位の46試合に登板し、3勝0敗2ホールド、防御率3.17を記録するなど中継ぎで活躍した。
2015年には、前年に続いて開幕一軍入りを果たしたが、公式戦では登板のたびに四球を出すなど制球難を露呈。一軍公式戦での登板は13試合どまりで、1勝1敗2ホールドを記録しながら、通算の与四死球数（13）が投球イニング数（11回2/3）を上回った。
2016年には、5月17日に出場選手登録を果たすと、一軍公式戦29試合に登板。3勝を挙げたほか、奪三振数が投球イニング数を上回った。防御率も8月初旬までは2点台中盤だったが、以降の登板試合で失点を重ねたため、シーズン終了の時点で4.44にまで上昇した。
2017年には、シーズン初の出場選手登録が9月にまで持ち越された。一軍公式戦への登板も8試合と前年から大幅に減少したものの、9月20日の対オリックス・バファローズ戦（Koboパーク宮城）で1回を投げて3点を失っただけで、残りの7試合をすべて無失点で凌いだ。
2018年には、前年に続いてシーズンの大半を二軍で過ごし、一軍公式戦での登板数が入団後最少の7試合にとどまった。
2019年には、4月25日にシーズン初の出場選手登録。令和時代の初日および、自身の28歳の誕生日（5月1日）の対福岡ソフトバンクホークス戦（福岡ヤフオク!ドーム）など、一軍公式戦14試合の登板で1勝と1ホールドを挙げた。レギュラーシーズン終了後の10月18日に球団から戦力外通告を受けたが、NPB他球団での現役続行を希望し、11月12日に12球団合同トライアウト（大阪シティ信金スタジアム）へ参加。対戦した3人の打者のうち、亀澤恭平に死球を出しながらも残り2人を凡退させたが、11月22日に球団を通じて現役引退を発表した。球団では11月24日のファン感謝祭（楽天生命パーク）で引退セレモニーを開催した。

### 現役引退後
2020年シーズンからは、楽天球団のチーム運営部に所属しながら、打撃投手を務める。

## 選手としての特徴・人物
リリースの瞬間に頭を大きく振って投げる独特な投球フォームが特徴。スリークォーターから最速148㎞/hのストレート、高校時代から切れ味の鋭さが高く評価されていたスライダー、右打者の外へ逃げるスプリットなどを投げ分ける。スプリットについては、大学2年時にスライダーを狙い打たれるシーンが増えたことから、『ダイヤのA』を読みながら習得したという。
ふてぶてしさを感じさせるマウンドさばきも評価されていた。
お笑いコンビ・次長課長の河本準一と顔が似ており、同僚の小山伸一郎から河本の持ちギャグにちなんだ「タンメン」という愛称をつけられるなど、チームではいじられ役だった。

## 詳細情報

### 年度別投手成績
| 年 度     | 球 団     | 登 板 | 先 発 | 完 投 | 完 封 | 無 四 球 | 勝 利 | 敗 戦 | セ 丨 ブ | ホ 丨 ル ド | 勝 率 | 打 者 | 投 球 回 | 被 安 打 | 被 本 塁 打 | 与 四 球 | 敬 遠 | 与 死 球 | 奪 三 振 | 暴 投 | ボ 丨 ク | 失 点 | 自 責 点 | 防 御 率 | W H I P |
| --------- | --------- | ----- | ----- | ----- | ----- | -------- | ----- | ----- | -------- | ----------- | ----- | ----- | -------- | -------- | ----------- | -------- | ----- | -------- | -------- | ----- | -------- | ----- | -------- | -------- | ------- |
| 2014      | 楽天      | 46    | 0     | 0     | 0     | 0        | 3     | 0     | 0        | 2           | 1.000 | 211   | 48.1     | 41       | 3           | 29       | 1     | 1        | 51       | 2     | 0        | 22    | 17       | 3.17     | 1.45    |
| 2015      | 楽天      | 13    | 0     | 0     | 0     | 0        | 1     | 1     | 0        | 1           | .500  | 62    | 11.2     | 15       | 1           | 10       | 0     | 3        | 8        | 2     | 0        | 13    | 11       | 8.49     | 2.14    |
| 2016      | 楽天      | 29    | 0     | 0     | 0     | 0        | 3     | 0     | 0        | 0           | 1.000 | 115   | 26.1     | 18       | 0           | 20       | 0     | 1        | 32       | 0     | 0        | 14    | 13       | 4.44     | 1.44    |
| 2017      | 楽天      | 8     | 0     | 0     | 0     | 0        | 1     | 0     | 0        | 0           | 1.000 | 37    | 9.1      | 6        | 1           | 4        | 0     | 0        | 10       | 2     | 0        | 3     | 3        | 2.89     | 1.07    |
| 2018      | 楽天      | 7     | 0     | 0     | 0     | 0        | 0     | 0     | 0        | 1           | .---  | 41    | 9.1      | 7        | 1           | 9        | 0     | 1        | 10       | 2     | 0        | 4     | 4        | 3.86     | 1.71    |
| 2019      | 楽天      | 14    | 0     | 0     | 0     | 0        | 1     | 0     | 0        | 1           | 1.000 | 84    | 16.1     | 18       | 0           | 17       | 0     | 1        | 21       | 0     | 0        | 15    | 14       | 7.71     | 2.14    |
| 通算：6年 | 通算：6年 | 117   | 0     | 0     | 0     | 0        | 9     | 1     | 0        | 5           | .900  | 550   | 121.1    | 105      | 6           | 89       | 1     | 7        | 132      | 8     | 0        | 71    | 62       | 4.60     | 1.60    |

- 2019年度シーズン終了時

### 年度別守備成績
| 年 度 | 球 団 | 投手  | 投手  | 投手  | 投手  | 投手  | 投手     |
| 年 度 | 球 団 | 試 合 | 刺 殺 | 補 殺 | 失 策 | 併 殺 | 守 備 率 |
| ----- | ----- | ----- | ----- | ----- | ----- | ----- | -------- |
| 2014  | 楽天  | 46    | 1     | 9     | 1     | 0     | .909     |
| 2015  | 楽天  | 13    | 0     | 1     | 0     | 0     | 1.000    |
| 2016  | 楽天  | 29    | 0     | 2     | 0     | 0     | 1.000    |
| 2017  | 楽天  | 8     | 0     | 1     | 0     | 0     | 1.000    |
| 2018  | 楽天  | 7     | 1     | 1     | 0     | 0     | 1.000    |
| 2019  | 楽天  | 14    | 0     | 2     | 0     | 0     | 1.000    |
| 通算  | 通算  | 117   | 2     | 16    | 1     | 0     | .947     |

- 2019年度シーズン終了時

### 記録
- 初登板：2014年3月30日、対埼玉西武ライオンズ3回戦（西武ドーム）、7回裏に3番手で救援登板、1/3回を無失点
- 初奪三振：同上、7回裏に熊代聖人から空振り三振
- 初勝利：2014年4月22日、対埼玉西武ライオンズ4回戦（楽天Koboスタジアム宮城）、12回表に5番手で救援登板、1/3回を無失点[21]
- 初ホールド：2014年9月28日、対埼玉西武ライオンズ23回戦（西武ドーム）、6回裏1死に3番手で救援登板、2/3回を3失点

### 背番号
- 38 （2014年 - 2019年）
- 103 （2020年 - ）

### 登場曲
- 「Iron Man」Black Sabbath （2014年 - ）